# Satyrium iyonis
Satyrium iyonis  (лат.) — дневная бабочка из семейства голубянок.

## Описание
Длина переднего крыла самцов 12—15 мм, самок 15 мм. Верхняя сторона крыльев у самца и самок — коричневая с кирпично-красным пятном в центре переднего крыла. Андрокониальное пятно на передних крыльях самцов хорошо различимое. Задние крылья у обоих полов с хвостиками, но с небольшим выступом. Испод крыльев коричневого цвета.

## Ареал
Эндемик Японских островов Хонсю и Сикоку.

## Биология
Бабочки населяют листопадные широколиственные леса на известняковых почках. За год развивается в одном поколении. Время лёта наблюдается в июне. Бабочки держатся в кронах деревьев, изредка питаются на цветах. Самки откладывают яйца по одной штуке на ветви кормовых растений. Кормовые растения гусениц: жостер (Rhamnus).